# احمدی (پارسیان)
احمدی، روستایی در دهستان بوچیر بخش مرکزی شهرستان پارسیان در استان هرمزگان ایران است.

## جمعیت
بر پایه سرشماری عمومی نفوس و مسکن در سال ۱۳۹۵، جمعیت این روستا برابر با ۱۱۴ نفر (۳۵ خانوار) بوده‌است.